# عبد الله الكوش
أبو محمد بن عبد الله المعروف بالكوش، بن مسعود المراكشي (960 هـ / 1552م) من مشايخ القرن العاشر الهجري وأحد أكابر أصحاب الشيخ عبد الكريم الفلاح ووالد السيدة زهراء الكوش الشهيرة.

## نشأته ودراسته
ولد الشيخ بمدينة مراكش في أواخر القرن الثامن الهجري والدولة الوطاسية على وشك أن تأفل شمسها، ينحدر من أسرة مراكشية إدريسية عريقة استوطنت مراكش منذ عهد الدولة المرابطية كان اسود اللون بطينا كث اللحية، أي أن ولادته تزامنت واحداث تاريخية هامة في تاريخ المغرب كسقوط الحكم الإسلامي في الأندلس وضعف الدولة المركزية، أيضا القرن العاشر اوالحادي عشر هجري سيعرف ولادة جيل من المتصوفين الذي كان لهم تأثير في عصرهم، ويفسره ذاك تطورا الكمي والنوعي للزوايا ورفقتها ظهور مجموعة من السلالات المؤهلة لحكم المغرب، لازم شيخه عبد الكريم الفلاح الحاحي ملازمة علمية وملازمة صحبة وعلى يديه تلقى مبادئ التصوف والعلوم الشرعية، ولم يكن هذا التصوف انعزاليا بل كان تصوف عمل وعلم وعبادة ومن شيخه ذاك – عبد الكريم الفلاح- ستنتقل المشيخة إليه ويمكن القول أن له ثلاثة شيوخ:
-	شيخ مبادئ ومواقف: القاضي عياض وتجلى في اهتمامه ببناء ضريح االقاضي عياض وإحاطته بما يليق به من احترام واهتمام.
-	شيخ علم وتربية وتلقين: وهو عبد الكريم الفلاح الحاحي ومنه انتقلت المشيخة اليه.
-	شيخ جهاد وطريقة: وهو محمد بن سليمان الجزولي الذي كان ظاهرة عصره في مجال التصوف.

## جهاده في مدينة أزمور وسجنه بالبرتغال
لم يقف الشيخ موقف المتفرج عما يجري في عصره من أحداث وأخطار محيقة ببلده خاصة والبرتغاليون استغلوا ضعف الدولة الوطاسية للتغلغل واحتلال الشواطئ المغربية..فسارع الشيخ رفقة مجموعة من العلماء المجاهدين إلى الجهاد بأزمور:
و"إ إذ لما أخلاها النصارى " سارع إليها جماعة من الفقراء منهم الشيخ أبو محمد عبد الله الكوش دفين جبل العرض من فاس والشيخ أبو محمد عبد الله بن ساسي دفين تانسيفت قرب مراكش فقعدوا بها يحرسونها حتى يأتي مدد المسلمين ومن يعمرها مخافة أن يرجع إليها العدو فإذا به قد رجع واقتحمها عليهم وأسرهم.. و "كانت للويس لوريرو (ملك البرتغال) غارة خاطفة بالليل، فاقتحم عليهم أزمور فنهبها واعتقل الأولياء الثلاثة. ولزمهم أن يفتدوا أنفسهم بفدية حددت في اثنين وعشرين ألف مثقال ذهبية. ولزمهم أن يتركوا أولادهم رهينة إلى أن يتأتى لهم سدادها. وقد عادوا إلى مراكش «فأمكن لهم أن يقابلوا هناك السلطان الذي تولوه أن يأذن لهم في جمع فديتهم من الصدقات، حتى إذا أذن لهم فيها، فانبروا للقيام بذلك العمل بكثير من المشقة، إذ كان رأي الناس أن بأيديهم من الوسائل ما يقدرهم على أن يدفعوا تلك الفدية ويبقوا بعدها أغنياء» 
وقد «سيق – الشيخ رفقة عبد الله الكوش وعبد الله بن ساسي إلى البرتغال حيث مكثوا طويلا في إسطبل الملك وقد قيدت أرجلهم بالحديد إلى أن فدوا بأسرى آخرين..» وفي رواية أخرى: «قال مانويل كان فداؤهما بألفي ومائتي ريال بالتثنية فيهما ولما افتدي الشيخ الكوش وعزم على الخروج وكان أسيرا عند امرأة نصرانية ناولته كتبا للمسلمين وقالت له: هذه كتب كانت عندي ولا حاجة لي بها فخذها إليك فأخذها وخرج بها على قفة في رأسه فكان من جملتها تنبيه الأنام الموضوع في الصلاة على النبي فكان ذلك أول دخول لهذه البلاد على يد الشيخ المذكور...».

## امتحان الزوايا ونفيه إلى فاس
«لما كانت سنة 958هـ/1551م أمر السلطان أبو عبد الله الشيخ بامتحان أرباب الزوايا المتصدرين للمشيخة خوفا على ملكه منهم لما كان للعامة فيهم من الاعتقاد والمحبة والوقوف عند إشاراتهم، والتعبد بما يتأولون من عباراتهم، ألا ترى أن بيعة والده أبي عبد الله القائم لم تنعقد إلا بهم، ولا ولج بيت الملك إلا من بابهم فامتحن جماعة منهم كالشيخ أبي محمد الكوش فأخلى زاويته بمراكش، وأمر برحيله إلى فاس.
و «ولما بعد صيته -أي عبد الله الكوش- وكثر أتباعه وتحدث الناس بالكرامات عنه، وقع في نفس السلطان أبي عبد الله محمد الشيخ حذرا على الملك، فأمر بإخلاء الزاوية، ورحل الشيخ إلى فاس فوصلها وسكن في دار ملاصقة ل مسجد القرويين. وكان لا يرى الصلاة فيه لانحراف محرابه عن أدلة القبلة. وكان يقول لأصحابه: إن الله يخرج هذا السلطان عن داره في هذه السنة كما أخرجني. ثم كان خروج السلطان المذكور من دار ملكه بفاس في تلك السنة، وهي سنة 60 في شهر المحرم منها مزعجا بسبب حركة أبي حسون المريني مع صاحب الجرائر صالح باشا التركماني...»

## أسباب هذا النفي والتشريد
تعددت وتنوعت أسباب هذا النفي والتشريد وبعدها الاغتيال، إذ أن الدولة الناشئة وهي الدولة الصاعدة التي ستحكم المغرب فيما بعد وهي الدولة السعدية، لم تكن لتقبل بوجود بعض القوى المنافسة لأخرى بمزاحمتها والمهددة لطموحاتها فأزاحتها من طريقها بطريقة دموية ضمن ما يعرف بامتحان الزوايا (958 هـ / 1551م) ويمكن إجمال أسباب الشيخ سيدي عبد الله الكوش في:
-إيديولوجيا النسب الشريف:
"أحد المقومات "الإيديولوجية" التي استند إليها السعديون لتبرير أحقيتهم في الحكم، مدشنين بذلك منعطفا جديدا أصبحت بموجبه الأطروحة الخلدونية التي تجعل من العصبية القبلية عصب الملك وقوامه، أطروحة متجاوزة…"، والنسب الشريف سيشكل منذ ذلك العصر انقلابا في مفهوم الحكم في المغرب، حيث تم توظيفه لحكم المغرب أو في محاولات بعضهم لحكمه وللحرب ضد البرتغاليين..." 
وامتحان الزوايا كان امتحانا للشرفاء للفقهاء والعلماء والمشايخ من الأدارسة، والسعديون الذين دخلوا من باب «النسب الشريف» حاولوا إغلاق هذا الباب أمام كل القوى التي لها له حضور قوي يتجاوزهم، وكل من يستطيع بعلمه أو زاويته أو فكره قلب المعادلة السياسية في الدولة، فردا كان أو جماعة تم إقصائه بالطريقة التي رآها محمد المهدي الشيخ مناسبة، وكان في طليعة هؤلاء الشيخ عبد الله الكوش، الذي بالإضافة إلى أنه ذو نسب شريف، له زاوية في عاصمة المُلْك «مراكش»، وفوق هذا وذاك، مؤسسة تشتغل بأذرع أخطبوطية، لها امتدادين في جبل درن حيث الشيخ ويسعدن، والأخرى في مراكش لأبي عمرو ألقسطلي، قادرة على خنق الدولة السعدية، وقلب الأوراق في أي وقت. واستغلال السعديين للنسب الشريف ستفتح شهية الكثيرين من أرباب الزوايا والشرفاء إلى الحذو حذوهم، وإلى تجريب الحظ، أو أن أنفسهم ستوسوس لهم بهذا، لكن الوقائع التي تلت نفي الشيخ سيدي عبد الله الكوش، تبطل وتدحض هذا، فقد ذهب إلى الموت مباشرة كما أورد ذلك ابن عسكر، فبعد أن طعن برمح سئل لما ذهبت إلى هنالك «فقال للشهادة التي أمرت بالنهوض إليها !».
كما أن تطبيق ضريبة «النائبة» فشل، وتراجع السلطان السعدي المنصور الذهبي عنها فيما بعد وغدت حسب تصور السواد الأعظم من الناس ضريبة غير شرعية «ثقل لمخالفتها الشرع على الآذان سماعها وخرجت عن حد السنة أوضاعها».
-معارضته للسلطان أبي محمد الشيخ السعدي:
لم يكن الشيخ الوحيد ضمن طابور المعارضين، بل كانت المعارضة تشمل حتى علماء وقضاة وفقهاء فاس، والمعارضة لم تأتي من فراغ. فالسلطان السعدي محمد الشيخ المهدي أسرف في سفك الدماء، وهو يرسي أسس الدولة "فبعد أن قضى على أخيه الشيخ أحمد الأعرج وصفا له جو الخلافة بدأ في البحث عن التأييـد من طرف الشعب لتقوى دولته الفتية، فلاحظ انكباب الناس على الزوايا الدينية فقرر كسب تأييدهم له وبذالك يؤيده غالبية الناس، فأمر أرباب الزوايا بمبايعتهم، فما كان منهم _أرباب الزوايا_ إلا أن أجابوه بوجود مبايعة بينهم وبين السلطان الوطاسي وعليه فليس هناك سبب شرعي يدعوهم إلى مبايعته، فاشتد غضب السلطان وأمر بمعاقبتهم"، "فقتل الشيخ عبد الواحد الونشريسي، وعاقب الشيخ أبو محمد عبد الله الكوش فأخلى زاويته بمراكش وأمر بترحيله إلى فاس، وقتل شيخ فاس أبي محمد عبد الوهاب بن محمد بن علي الزقاق وقتل شيخ مكناسة وخطيبها الشيخ أبي علي حرزوز المكناسي، وامتحن أيضا الشيخ سيدي رحال الكوش وكذا تلميذه الشيخ سيدي أحمد العروسي. وكانت هذه الأحداث هي السبب في مغادرة الشيخ سيدي أحمد العروسي لمراكش فاتجه إلى صحراء الساقية الحمراء بعد أن بات عدة محاولات لقتله بالفشل (114).
- ودائع بني مرين:
ففي سوس مثلا هناك الشيخ الذي اتهم بالكيمياء أبي ويسعدون وأبي عمرو القسطلي في مراكش وطريقة الاطعام في هته الزوايا كانت خارقة للعادة الشيء الذي أثار الأسئلة حول مصادر تمويلها، والشيخين وهما معا من تلامذة نفس الشيخ الذي تتلمذ على يديه سيدي عبد الله الكوش وهو سيدي عبد الكريم الفلاح تؤكد أن الزاويا الفلاحية كانت غنية واستطاع أبي عمرو أن يتحكم في واحدة من أغنى الزوايا في المغرب، وودائع ابن مرين كانت من ضمن مجموعة اتهامات كانت سببا في اتخاذ قرار نفي الشيخ وتشريده واغتياله.
- رفض عبد الله الكوش للنظام الجبائي الجديد:
فرض النائبة على الزوايا والمرابطين وإقرار نظام جبائي جديد، كان نقطة تحول في العلاقات بين السعديين وأرباب الزوايا. فسن هته الضريبة جعل حلفاء الأمس من الأولياء ومشايخ الزوايا أول من يبادر إلى إعلان الثورة والخروج عن الطاعة حينما استشعروا خطورة تلك الإجراءات الجبائية وانعكاساتها الوخيمة على مواردهم الاقتصادية، ومعارضة الشيخ سيدي عبد الله الكوش كانت الأقوى، ورفض الضريبة لم يكن رفضا لأجل الرفض ولأجل الحفاظ على مصالح زاويته، ولكنه كان رفض شرعي مبني على موقف شرعي ثابت، وقد صاحبت عملية فرض النائبة على الجميع إجراءات دموية مرعبة لم تستثني العلماء بل امتدت إلى قتل أبنائهم، ونسائهم وما حل «ب بقبيلة مزاب من نكبات، منها إيقاع السلطان بهم في 23 شعبان 1202 هـ وقطعه رؤوس 700 من وجهائهم، ثم إيقاعه بهم مرة أخرى في السنة الموالية (شعبان 1203) مع قبائل بني مسكين، لرفضهم أداء» النائبة«والإتاوات المستحقة عليهـم».
-كرامات الشيخ التي بلغت محمد الشيخ المهدي:
بلغ محمد الشيخ من كرامات عن الشيخ سيدي عبد الله الكوش، ليقوم بإقفال زاويته وترحيله إلى فاس، وهذا كان من الأسباب التي عجلت بإغلاقها، خصوصا أن الوضع الحساس لمدينة مراكش، وهي تشهد بزوغ دولة الأشراف السعديين، ما كان سيسمح للشيخ أن يضاعف فيها نفوذه ويقويه، وأن يسمح لزاويته بالامتداد داخلها أكثر، ومن كان يملك النفوذ في مراكش كان سيملك مفاتيح السلطة ومعادلتها وخلط أوراقها، وقد فسح إغلاق الزاوية الكوشية المجال للسعديين، للتحكم في شقيقتها الثانية، وهي الزاوية البوعمرية وفي ضبط المجال الروحي فيما بعد عموما، والزويا خصوصا..
- صدام السلط التاريخي:
صدام السلطة العلمية والسياسية بالمغرب أو السياسية-السياسية، كان دائما وارد خصوصا في الفترات العصيبة من تاريخ المغرب وحالة تضعضع السلطة المركزية وبروز قوى جديدة طامحة للحكم، وخلال الفترات الانتقالية للحكم من أسرة إلى أخرى، يسبب الحرج للعلماء، وهنا يصبح العالم أمام خيار صعب في نقض بيعته السابقة للسلطان السابق، وبيعته للوافدين الجدد إلى سدة الحكم.
- موقع زاويته:
لقد كان لموقعها أثر كبير في التعجيل بإقفالها، ووجودها قرب مسجد تاريخي، يسهل من خلاله قلب المعادلة السياسية في المغرب والتأثير في مسرح الأحداث السياسية في عصره، وهو جامع الكتبية، وأي زاوية ناشئة لن يسمح لها أن تتواجد بمسجد استراتيجي، ومكان عبادة رسمي لجميع السلاطين المغاربة منذ إنشائه، ولم يغفر هذا لأسرة الشيخ التي استوطنت مراكش أسرة قرون متتالية أن ترحل بطريقة فيها ظلم وإجحاف كبير. وإن إخلاء زاوية الشيخ صاحبته إجراءات دموية، والزوايا الفارغة والغامضة التي لها ارتباط به والتي هي عبارة عن أطلال، تجزم أنها لم تسلم من الأحداث التي جرت في عصره والعصر السعدي عموما.

## اغتيال الشيخ سيدي عبد الله الكوش
قال الشيخ محمد المأمون بن محمد الفاضل بن محمد ماء العينين في إشارته للنكبة التي حلت بمجوعة من العلماء ومنهم الشيخ الكوش الذي وصفه بأنه ظلم، ضمن ما يعرف تاريخيا ب «امتحان الزوايا» في قصيدته جواهر اللالي:
وكان أحمـد العروسـي المنتـســـب *** مع سيديرحال الكوش اصطــحـب
في تاسع الـمئيـن عهـد السـعـــدِي *** ممتحن الـزوايـا فـي ذا العهـد
وقـاتـل للونـشريـسـي ذا العـلــم *** ولأبي مـحـمـد الـكـوشِ ظــلــم
ومنه فــر أحمد الـعــــــــروسِي *** فـالـعـلم عنـد المـالـك الــقــدوس
نـظمتهـا مـودة قــد وجـبـــت *** لـهـم علـي فـي الكـتاب ثـبـتـت
وعلى غرار نهاية شيخه في الطريقة محمد بن سليمان الجزولي الذي مات بالسم عام870 هجرية (123)، والمصير نفسه الذي لقيه شيوخ عصره والممانعين للعهد السعدي والرافضين لفرض ضريبة النائبة على الزوايا، وممن امتدت إليهم الاغتيال في العهد ذاك، سيلقى الولي الشيخ الكامل سيدي عبد الله الكوش نفس المصير ف«لما دخل أبو حسون إلى فاس، قال أصحاب الشيخ(سيدي عبد الله الكوش)، الآن نذهب إلى مراكش مع سيدنا، فال لهم أما أنتم فتشون إليها عن قريب وأما أنا فمقيم في فاس، فبعد سبعة أيام تطهر ولبس ثيابه وركب فرسا و خرج على باب البلد إلى ناحية المسقى، على قدر ثلاثة أميال من فاس، ولم يترك أحدا من أصحابه يمشي معه سور رجلين، حتى وصل المسقى، فنزل إلى الأرض وقعد وإذا بجملة فرسان من عرب انجاذ، وصلوا إليه، وقالوا له انزع ثيابك، وهم لا يعرفونه، فجرد ثيابه وطرحها، ولم يبق إلا السراويل، فقال له احدهم انزع السراويل، فقال إن الله نهى عن كشف العورة فطعنه برمح في بطنه كانت منيته منه ، ولما حمل جريحا إلى داره قيل له لأي شيء ركبت إلى ذلك الموضع؟ فقال للشهادة التي أمرت بالنهوض إليها ! وتوفي رحمة الله عليه- في السنة المذكورة ، في أول صفر منها و قبره بجبل العرض، لقيته بفاس و تكلمت معه، وطلبت منه الدعاء، فدعا لي بخير، وكان اسود اللون ضخما بطينا- رحمة الله عليه». هكذا تحدث ابن عسكر وهو يتحدث عن الأسبوع الأخير من حياته.
وإن اختلف في تاريخ وفاته، 960 هجرية عند ابن عسكر أو 961 هجرية، كما جاء في ممتع الأسماع، أي الاثنين عاشر صفر من عامه واحد وستين، فان الاختلاف نفسه يشمل حقيقة اغتياله، مثلما يشمل مكان دفنه، لدينا اليوم قبرين، فصاحب الدوحة، ابن عسكر يقول انه دفين جبل العرض أو جبل الزعفران (130)، حيث دفن الشيخ أبي يعلى رضي الله عنهم أجمعين، بينما البعض يقول أنه هو سيدي الكوش دفين خلوة سيدي عبدا لعزيز القروي، وهناك قبر ثالث بثلاثاء سيدي بوجدرة يحمل اسم قبر سيدي عبد الله الكوش (، والحقيقة أن شهرته ستطغى على شهرة حفيده..)

## وصلات خارجية
- الجباية والمشروعية السياسية للدولة: التجربة السعدية نموذجا -الفقيه الإدريسي